# Giacomo Cozzarelli
Giacomo Cozzarelli (* 20. November 1453 in Siena; † 23. März 1515 ebenda) war ein italienischer Architekt, Bildhauer, Bronzegießer und Maler.

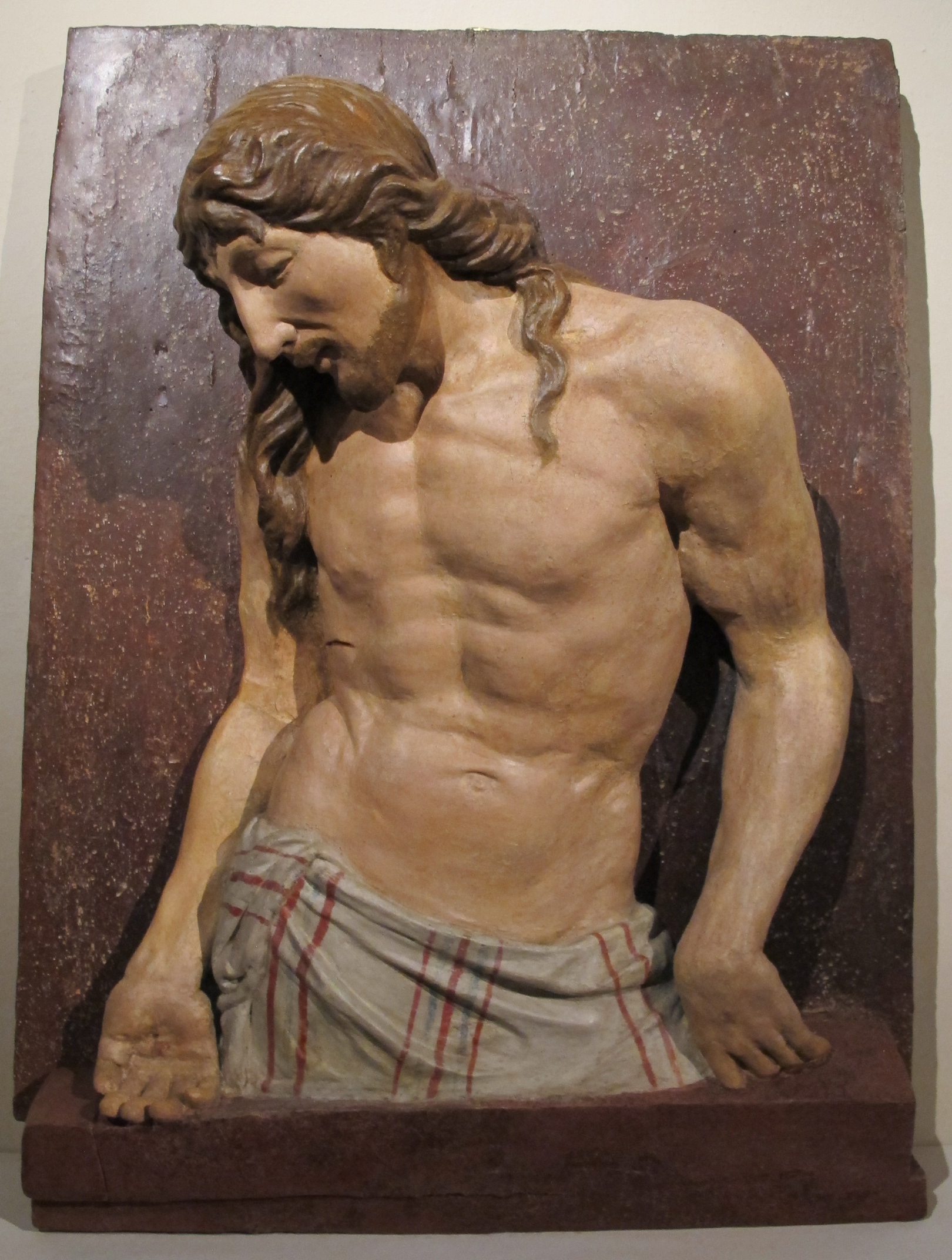
Cristo in pietà, Pinacoteca Nazionale, Siena

## Leben
Giacomo Cozzarelli (auch Iacopo oder Jacopo Cozzarello) wurde ihn Siena als Sohn des Bartolomeo di Marco geboren und war der Bruder von Battista Cozzarelli und der Cousin von Guidoccio Cozzarelli.
Als Bronzegießer arbeitete er 1470 mit Antonio Federighi zusammen, dem er bei der Erstellung der Dachkonstruktion der Cappella di Piazza am Palazzo Pubblico auf der Piazza del Campo zuarbeitete. Eng verbunden, zunächst als Schüler, dann als Kollege und Freund, war er mit Francesco di Giorgio. Mit ihm ging er 1477 nach Urbino, wo er mit di Giorgio unter anderem im Palazzo Ducale arbeitete. Insgesamt blieben sie zwölf Jahre und kehrten 1489 nach Siena zurück. Von 1495 an war er für ein Jahr als Militärarchitekt der Republik Siena tätig und baute für diese die Festungsanlagen von Montepulciano aus. Danach widmete er sich mit Francesco di Giorgio in Siena der Basilica dell’Osservanza, die im Auftrage Pandolfo Petruccis erweitert wurde. Hier entstand durch Cozzarelli das Familiengrab der Petruccis, an weiteren Räumen hat er wesentlich mitgearbeitet. Um 1507, dem Todesjahr des Rektors des Hospitals Santa Maria della Scala in Siena, Tondi, erstellte er sein Grabmal im Atrio von Santa Maria. Für Pandolfo Petrucci erstellte er zudem die Bauzeichnungen für den Palazzo del Magnifico (Palazzo Petrucci in der heutigen Via dei Pellegrini in Siena), der 1509 fertiggestellt wurde und die Kirche Chiesa di Santa Maria Maddalena fuori Porta Tufi, die bereits 1526 bei einem Aufstand gegen die Erben der Familie Petrucci zerstört wurde.
Im Privatleben war in zweiter Ehe mit Monna Alessandra verheiratet. Er starb 1515 in Siena und wurde in der Krypta der Basilica dell’Osservanza in Siena begraben.

## Werke (Auswahl)
- Paris, Louvre: San Cristoforo (Holzstatue, stammt aus der Kirche Sant’Agostino in Siena)[3]
- Pienza, Palazzo Piccolomini, Sala delle Armi: Busto di Donna (Relief)[2]
- Siena, Basilica dell’Osservanza:
  - Sakristei und Familiengrab der Petrucci[5]
  - Compianto sul Cristo morto (Terrakotta-Skulpturengruppe)[6]
- Siena, Basilica di San Clemente in Santa Maria dei Servi: Pietà (Relief)[2]
- Siena, Chiesa di Sant’Agostino, Altar des Querschiffs: San Nicola di Tolentino (Holzstatue, 1468 entstanden)[2]
- Siena, Chiesa di San Girolamo: Lastra tombale del vescovo Bettini in Terrakotta[3] als Teil der Grabstätte des Bischofs Bettini[2]
- Siena, Chiesa di Santa Lucia: San Nicolò und Santa Lucia (Zwei Holzstatuen)[2]
- Siena, Chiesa di San Mamiliano in Valli: Sant’Ansano und San Vittore (Terrakottafiguren, zugeschrieben)[7]
- Siena, Chiesa di Santa Maria Maddalena fuori Porta Tufi: Architekt (Gebäude wurde bereits 1526 zerstört)[2]
- Siena, Chiesa di San Matteo e Santa Margherita: Santa Margherita (Terrakottafigur)[7]
- Siena, Chiesa di Santo Spirito: Santa Caterina und San Vincenzo Ferrer (Zwei Holzstatuen, 1509 bis 1512 entstanden)[2]
- Siena, Dom von Siena:
  - Konsolen des Hauptaltars[7]
  - Museo dell’Opera della Metropolitana (Dommuseum), Sala del Tesoro: San Giovanni Evangelista (Terrakottastatue)[6]
- Siena, Palazzo Diavoli, Oratorio di Santa Maria degli Angeli: Assunzione della Madonna fra Angeli, San Girolamo e altri Santi (Terrakottafigur)[7]
- Siena, Palazzo del Magnifico (Palazzo Petrucci): Architekt und Bauzeichner (1509 fertiggestellt)[2]
- Siena, Santa Maria della Scala: Grabmal des Rektors Iacopo Tondi (auch Giovanni Battista) im Atrio (um 1507, dem Todesjahr des Tondi, entstanden)[8]
- Siena, San Niccolò del Carmine: San Sigismondo (Terrakottafigur, um 1506 entstanden)[3]
- Urbino, Palazzo Ducale, Terrazza del Gallo: Kapitelle[2]
- Worcester, Worcester Art Museum: San Giovanni Evangelista (Holzstatue)[9]